# Iljusjin Il-76
Il-76 (NATO-Candid) er et firemotors russisk transportfly bygget af Iljusjin.